# Stadio Mario Rigamonti
Stadio Mario Rigamonti je fotbalový stadion v italském městě Brescia, v regionu Lombardie. Je pojmenován podle Maria Rigamontiho, rodáka z Brescie a bývalého hráče týmu Turína, který zahynul se svým týmem v roce 1949 při letecké katastrofě. Hraje se zde i Ragby a jsou zde pořádány hudební koncerty.

## Historie
V 50. letech 20. století se vedení města rozhodlo postavit nový stadion, který by nahradil starý stadion Viale Piave. Dne 30. dubna 1956 začaly práce na rozšíření již existujícího stadionu postaveného v roce 1928, který se nacházel v městské části Mompiano. Práce byly dokončeny o tři roky později a inaugurace se konala 19. září 1959. Původně bylo pro 28 270 míst k sezení a hřiště obklopovala atletická dráha 7 metrů na šířku a 400 na délku. Zařízení bylo dále vybaveno dvěma dráhami pro skok vysoký, dvěma pro skok daleký, čtyřmi plošinami pro hody a dvěma pádovými plošinami pro skok do dálky a skok o tyči. Stadion byl pojmenován podle Maria Rigamontiho, rodáka z Brescie a bývalého hráče týmu Turína, který zahynul se svým týmem v roce 1949 při letecké katastrofě.
V roce 2010 byla jeho kapacita již na 22 944 míst, a to díky úpravám stadionu, které musely být podle legislativy pro zápasy v sezoně 2010/11. Další rekonstrukce byli v roce 2019, které zahrnovali rozšíření severní a jižní sektory a úpravy schůdků. Celková kapacita byla na 19 500 diváků. 